# Saint-André-de-Briouze
Saint-André-de-Briouze é uma comuna francesa na região administrativa da Normandia, no departamento Orne. Estende-se por uma área de 12,62 km². Em 2010 a comuna tinha 182 habitantes (densidade: 14,4 hab./km²).